# 南廠天池壇
22°59′24″N 120°11′41″E / 22.990005°N 120.194814°E

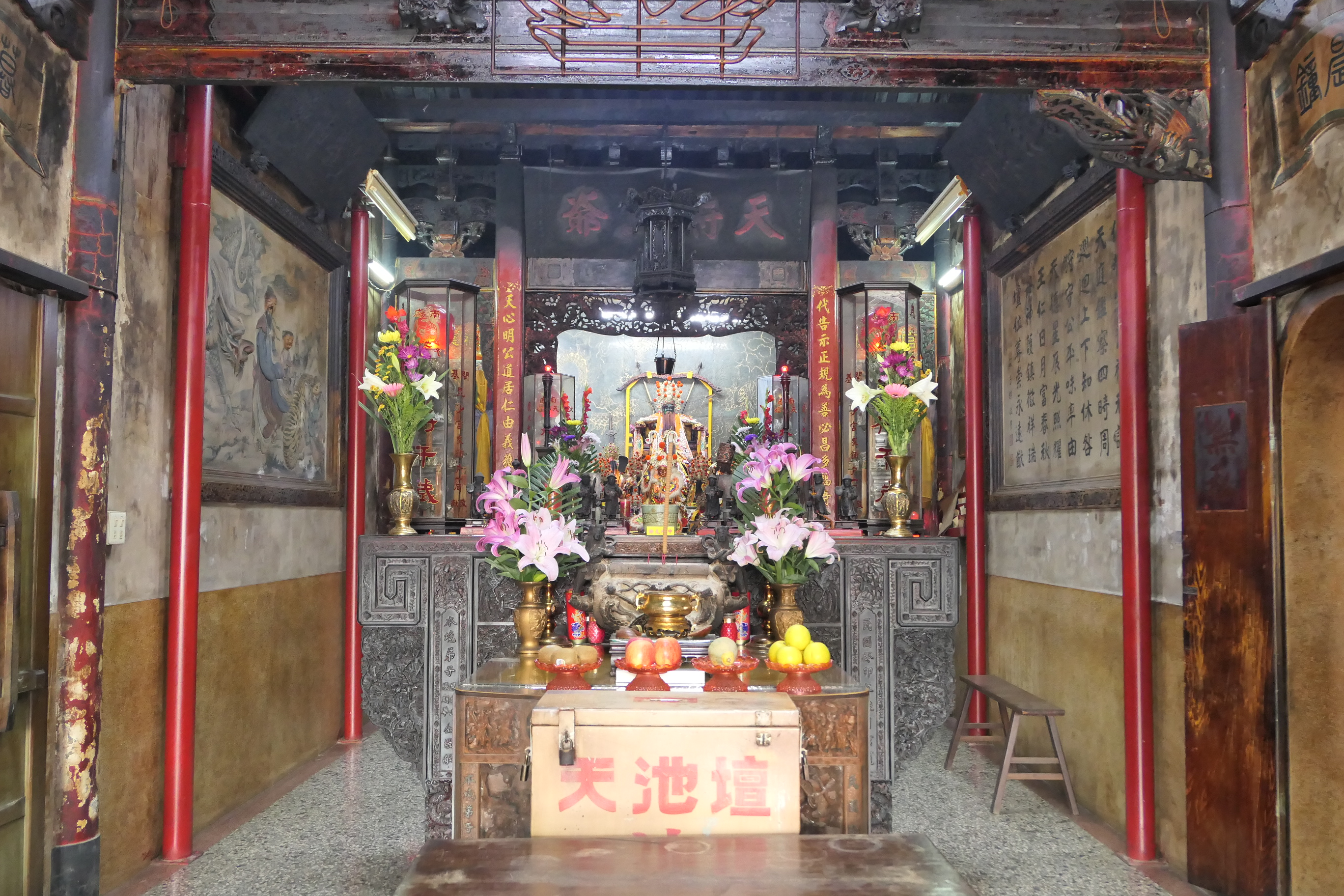
南廠天池壇正殿

南廠天池壇位於臺灣臺南市中西區，根據《台南州祠廟名鑑》記載，是主祀池府王爺（池王爺）的廟宇(也有一說是天府千歲)。該廟原為私廟，後來成為南廠保安宮底下的角頭廟（南頭角）。過去以該廟為中心，在海安路、大勇街、康樂街、保安路所圍成的區域設有用天池壇來命名的「天池里」，後來與新安里、中頭里（1至3鄰）合併成「郡西里」。

## 沿革
南廠天池壇創建於清同治年間，確切年代有元年（1862年）或十二年（1873年）之說。該廟是原籍福建省泉州府的吳姓居民發起創建的廟宇，原為私廟，後來成為南廠保安宮的角頭廟。
民國60年（1971年）重修過，留有潘麗水、蔡草如等名師之作。

## 建築
南廠天池壇由拜殿與正殿組成，其拜亭與三川門樑枋上的彩繪是潘麗水的作品，正殿右側的泥塑是蔡草如的作品，正殿左側有蘇子傑之書法。